# Madam Secretary/Episodenliste
Diese Episodenliste enthält alle Episoden der US-amerikanischen Dramaserie Madam Secretary, sortiert nach der US-amerikanischen Erstausstrahlung. Die Fernsehserie umfasst insgesamt sechs Staffeln mit 120 Episoden.

## Übersicht
| Staffel | Episodenanzahl | Erstausstrahlung USA | Erstausstrahlung USA | Deutschsprachige Erstausstrahlung | Deutschsprachige Erstausstrahlung |
| Staffel | Episodenanzahl | Staffelpremiere      | Staffelfinale        | Staffelpremiere                   | Staffelfinale                     |
| ------- | -------------- | -------------------- | -------------------- | --------------------------------- | --------------------------------- |
| 1       | 22             | 21. September 2014   | 3. Mai 2015          | 1. Juni 2015                      | 25. April 2016                    |
| 2       | 23             | 4. Oktober 2015      | 8. Mai 2016          | 11. Januar 2017                   | 1. März 2017                      |
| 3       | 23             | 2. Oktober 2016      | 21. Mai 2017         | 30. August 2017                   | 12. Dezember 2017                 |
| 4       | 22             | 8. Oktober 2017      | 20. Mai 2018         | 21. August 2018                   | 30. Oktober 2018                  |
| 5       | 20             | 7. Oktober 2018      | 21. April 2019       | 18. Februar 2020                  | 21. April 2020                    |
| 6       | 10             | 6. Oktober 2019      | 8. Dezember 2019     | 25. August 2020                   | 22. September 2020                |

## Staffel 1
Die Erstausstrahlung der ersten Staffel war vom 21. September 2014 bis zum 3. Mai 2015 auf dem US-amerikanischen Sender CBS zu sehen. Die deutschsprachige Erstausstrahlung sendete der Schweizer Fernsehsender SRF zwei vom 1. Juni 2015 bis zum 25. April 2016.
| Nr. (ges.) | Nr. (St.) | Deutscher Titel               | Originaltitel                  | Erstausstrahlung USA | Deutschsprachige Erstausstrahlung (CH) | Regie               | Drehbuch                 | Zuschauer (USA) |
| ---------- | --------- | ----------------------------- | ------------------------------ | -------------------- | -------------------------------------- | ------------------- | ------------------------ | --------------- |
| 1          | 1         | Im Zentrum der Macht          | Pilot                          | 21. Sep. 2014        | 1. Juni 2015                           | David Semel         | Barbara Hall             | 14,75 Mio.      |
| 2          | 2         | Ein Deal mit Satan            | Another Benghazi               | 28. Sep. 2014        | 8. Juni 2015                           | David Semel         | Barbara Hall             | 12,78 Mio.      |
| 3          | 3         | Henrys Integrität             | The Operative                  | 5. Okt. 2014         | 15. Juni 2015                          | Jeremy Webb         | David Grae               | 12,33 Mio.      |
| 4          | 4         | Ein ganz normaler Tag         | Just Another Normal Day        | 12. Okt. 2014        | 22. Juni 2015                          | Eric Stoltz         | Joan Rater & Tony Phelan | 11,45 Mio.      |
| 5          | 5         | Fälschung und Wahrheit        | Blame Canada                   | 19. Okt. 2014        | 29. Juni 2015                          | Eriq La Salle       | Paul Redford             | 12,28 Mio.      |
| 6          | 6         | Der Ruf                       | The Call                       | 26. Okt. 2014        | 6. Juli 2015                           | Mark Piznarski      | Matt Ward                | 11,71 Mio.      |
| 7          | 7         | Feuerprobe                    | Passage                        | 2. Nov. 2014         | 13. Juli 2015                          | Martha Coolidge     | Alex Cooley              | 13,21 Mio.      |
| 8          | 8         | Erneute Zweifel               | Need to Know                   | 9. Nov. 2014         | 20. Juli 2015                          | Dennie Gordon       | Alexander Maggio         | 12,54 Mio.      |
| 9          | 9         | Schrecklicher Verdacht        | So It Goes                     | 16. Nov. 2014        | 27. Juli 2015                          | James Whitmore, Jr. | David Grae               | 12,77 Mio.      |
| 10         | 10        | Kollateralschaden             | Collateral Damage              | 23. Nov. 2014        | 25. Jan. 2016                          | Eric Stoltz         | Matt Ward                | 12,41 Mio.      |
| 11         | 11        | Neues Spiel                   | Game On                        | 30. Nov. 2014        | 1. Feb. 2016                           | Randy Zisk          | Paul Redford             | 13,24 Mio.      |
| 12         | 12        | Texas gegen Washington        | Standoff                       | 4. Jan. 2015         | 8. Feb. 2016                           | Gloria Muzio        | Joseph C. Muscat         | 11,69 Mio.      |
| 13         | 13        | Befehlswege                   | Chains of Command              | 11. Jan. 2015        | 15. Feb. 2016                          | Michael Waxman      | Alex Cooley              | 12,13 Mio.      |
| 14         | 14        | Das Schwert des Damokles      | Whisper of the Ax              | 1. März 2015         | 22. Feb. 2016                          | Eric Stoltz         | Barbara Hall             | 11,65 Mio.      |
| 15         | 15        | Der Neunte Kreis              | The Ninth Circle               | 8. März 2015         | 29. Feb. 2016                          | Nicole Rubio        | Alexander Maggio         | 10,82 Mio.      |
| 16         | 16        | Tamerlane                     | Tamerlane                      | 15. März 2015        | 7. März 2016                           | Jonathan Brown      | David Grae               | 11,26 Mio.      |
| 17         | 17        | Face the Nation               | Face the Nation                | 22. März 2015        | 14. März 2016                          | Rob Greenlea        | Matt Ward                | 10,79 Mio.      |
| 18         | 18        | Glaube und Irrglaube          | The Time Is at Hand            | 29. März 2015        | 21. März 2016                          | Anna Foerster       | Joy Gregory              | 11,47 Mio.      |
| 19         | 19        | Griechische Kunstschätze      | Spartan Figures                | 5. Apr. 2015         | 4. Apr. 2016                           | Tate Donovan        | Lyla Oliver              | 9,27 Mio.       |
| 20         | 20        | Kriegsspiele                  | The Necessary Art              | 12. Apr. 2015        | 11. Apr. 2016                          | Dennie Gordon       | Paul Redford             | 11,39 Mio.      |
| 21         | 21        | Die Todesliste                | The Kill List                  | 26. Apr. 2015        | 18. Apr. 2016                          | Ed Ornelas          | David Grae               | 10,46 Mio.      |
| 22         | 22        | Die Wahrheit ist wie ein Löwe | There But For The Grace Of God | 3. Mai 2015          | 25. Apr. 2016                          | Eric Stoltz         | Barbara Hall             | 9,67 Mio.       |

## Staffel 2
Die Erstausstrahlung der zweiten Staffel war vom 4. Oktober 2015 bis zum 8. Mai 2016 auf dem US-amerikanischen Sender CBS zu sehen. Die deutschsprachige Erstausstrahlung sendete der Schweizer Free-TV-Sender SRF zwei vom 11. Januar bis zum 1. März 2017.
| Nr. (ges.) | Nr. (St.) | Deutscher Titel            | Originaltitel                 | Erstausstrahlung USA | Deutschsprachige Erstausstrahlung (CH) | Regie                | Drehbuch                  | Zuschauer (USA) |
| ---------- | --------- | -------------------------- | ----------------------------- | -------------------- | -------------------------------------- | -------------------- | ------------------------- | --------------- |
| 23         | 1         | Außer Gefecht              | The Show Must Go On           | 4. Okt. 2015         | 11. Jan. 2017                          | Morgan Freeman       | Barbara Hall              | 12,62 Mio.      |
| 24         | 2         | Die Geiselnahme            | The Doability Doctrine        | 11. Okt. 2015        | 12. Jan. 2017                          | Eric Stoltz          | David Grae                | 12,86 Mio.      |
| 25         | 3         | Rusalka                    | The Rusalka                   | 18. Okt. 2015        | 16. Jan. 2017                          | Dennie Gordon        | Matt Ward                 | 14,18 Mio.      |
| 26         | 4         | Warten auf Taleju          | Waiting for Taleju            | 25. Okt. 2015        | 17. Jan. 2017                          | Felix Alcalá         | Joy Gregory               | 12,47 Mio.      |
| 27         | 5         | Riskantes Manöver          | The Long Shot                 | 1. Nov. 2015         | 18. Jan. 2017                          | Rob J. Greenlea      | Moira Kirland             | 12,99 Mio.      |
| 28         | 6         | Der Konvertit              | Catch and Release             | 8. Nov. 2015         | 19. Jan. 2017                          | Charlotte Brandstrom | Alex Cooley               | 13,06 Mio.      |
| 29         | 7         | Revolutionäre              | You Say You Want a Revolution | 15. Nov. 2015        | 23. Jan. 2017                          | Tate Donovan         | Joan Rater & Tony Phelan  | 14,15 Mio.      |
| 30         | 8         | Drei Phasen der Vergeltung | Lights Out                    | 22. Nov. 2015        | 24. Jan. 2017                          | Dennie Gordon        | Alexander Maggio          | 12,39 Mio.      |
| 31         | 9         | Russisches Roulette        | Russian Roulette              | 29. Nov. 2015        | 25. Jan. 2017                          | Jonathan Brown       | Barbara Hall              | 13,01 Mio.      |
| 32         | 10        | Höhere Ziele               | The Greater Good              | 13. Dez. 2015        | 26. Jan. 2017                          | Eric Stoltz          | David Grae                | 11,85 Mio.      |
| 33         | 11        | Im Himmel und auf Erden    | Unity Node                    | 10. Jan. 2016        | 30. Jan. 2017                          | Jet Wilkinson        | Matt Ward                 | 12,09 Mio.      |
| 34         | 12        | Der mittlere Pfad          | The Middle Way                | 17. Jan. 2016        | 31. Jan. 2017                          | James Whitmore, Jr.  | Lyla Oliver               | 11,87 Mio.      |
| 35         | 13        | Invasive Spezies           | Invasive Species              | 31. Jan. 2016        | 1. Feb. 2017                           | Tony Phelan          | Moira Kirland             | 10,20 Mio.      |
| 36         | 14        | Vor dem Knall              | Left of the Boom              | 14. Feb. 2016        | 2. Feb. 2017                           | Rob Greenlea         | Joy Gregory               | 10,06 Mio.      |
| 37         | 15        | Schmutzige Bombe           | Right of the Boom             | 21. Feb. 2016        | 3. Feb. 2017                           | Jonathan Brown       | Alexander Maggio          | 10,73 Mio.      |
| 38         | 16        | Die dritte Frau            | Hijriyyah                     | 6. März 2016         | 6. Feb. 2017                           | Charlotte Brandstrom | Alex Cooley               | 10,19 Mio.      |
| 39         | 17        | Goldrausch                 | Higher Learning               | 20. März 2016        | 20. Feb. 2017                          | Kelly Jane Costello  | Heather Cappiello         | 9,41 Mio.       |
| 40         | 18        | Die Uhr tickt              | On the Clock                  | 27. März 2016        | 21. Feb. 2017                          | Zetna Fuentes        | Barbara Hall & David Grae | 8,50 Mio.       |
| 41         | 19        | Epidemie                   | Desperate Remedies            | 10. Apr. 2016        | 22. Feb. 2017                          | Rob Greenlea         | Matt Ward                 | 9,86 Mio.       |
| 42         | 20        | Die geheime Gefangene      | Ghost Detainee                | 17. Apr. 2016        | 23. Feb. 2017                          | Charlotte Brandstrom | Moira Kirland             | 9,57 Mio.       |
| 43         | 21        | Verbindung unterbrochen    | Connection Lost               | 24. Apr. 2016        | 27. Feb. 2017                          | Jonathan Brown       | Joy Gregory               | 9,57 Mio.       |
| 44         | 22        | Feindliche Übernahme       | Render Safe                   | 1. Mai 2016          | 28. Feb. 2017                          | Felix Alcalá         | David Grae                | 9,90 Mio.       |
| 45         | 23        | Zurück von den Toten       | Vartius                       | 8. Mai 2016          | 1. März 2017                           | Eric Stoltz          | Barbara Hall              | 9,99 Mio.       |

## Staffel 3
Die Erstausstrahlung der dritten Staffel war vom 2. Oktober 2016 bis zum 21. Mai 2017 auf dem US-amerikanischen Sender CBS zu sehen. Die deutschsprachige Erstausstrahlung sendete der deutsche Pay-TV-Sender Sky 1 vom 30. August bis zum 12. Dezember 2017.
| Nr. (ges.) | Nr. (St.) | Deutscher Titel                  | Originaltitel         | Erstausstrahlung USA | Deutschsprachige Erstausstrahlung (D) | Regie                | Drehbuch         | Zuschauer (USA) |
| ---------- | --------- | -------------------------------- | --------------------- | -------------------- | ------------------------------------- | -------------------- | ---------------- | --------------- |
| 46         | 1         | Kehrtwende                       | Sea Change            | 2. Okt. 2016         | 30. Aug. 2017                         | Morgan Freeman       | Barbara Hall     | 9,20 Mio.       |
| 47         | 2         | Verlorene Welten                 | The Linchpin          | 16. Okt. 2016        | 30. Aug. 2017                         | Eric Stoltz          | David Grae       | 9,10 Mio.       |
| 48         | 3         | Am Rande eines Krieges           | South China Sea       | 23. Okt. 2016        | 6. Sep. 2017                          | Rob Greenlea         | Matt Ward        | 9,04 Mio.       |
| 49         | 4         | Undichte Stelle                  | The Dissent Memo      | 30. Okt. 2016        | 6. Sep. 2017                          | Felix Alcala         | Joy Gregory      | 7,91 Mio.       |
| 50         | 5         | Die Französische Revolution      | The French Revolution | 6. Nov. 2016         | 6. Sep. 2017                          | Jonathan Brown       | Moira Kirland    | 8,24 Mio.       |
| 51         | 6         | Die Stellungnahme                | The Statement         | 13. Nov. 2016        | 13. Sep. 2017                         | Jet Wilkinson        | Alex Cooley      | 9,27 Mio.       |
| 52         | 7         | Erdbeben                         | Tectonic Shift        | 20. Nov. 2016        | 13. Sep. 2017                         | Arlene Sanford       | Lyla Oliver      | 8,52 Mio.       |
| 53         | 8         | Auf Messers Schneide             | Breakout Capacity     | 27. Nov. 2016        | 20. Sep. 2017                         | James Whitmore, Jr.  | Alexander Maggio | 8,97 Mio.       |
| 54         | 9         | Sanktionen                       | Snap Back             | 11. Dez. 2016        | 20. Sep. 2017                         | Sam Hoffman          | Shalisha Francis | 7,82 Mio.       |
| 55         | 10        | Das Rennen                       | The Race              | 18. Dez. 2016        | 27. Sep. 2017                         | Eric Stoltz          | David Grae       | 9,05 Mio.       |
| 56         | 11        | Das geschenkte Pferd             | Gift Horse            | 8. Jan. 2017         | 27. Sep. 2017                         | Jonathan Brown       | Barbara Hall     | 9,00 Mio.       |
| 57         | 12        | Der Umweg                        | The Detour            | 15. Jan. 2017        | 4. Okt. 2017                          | Martha Mitchell      | Matt Ward        | 7,54 Mio.       |
| 58         | 13        | Ein Zeichen                      | The Beautiful Game    | 29. Jan. 2017        | 11. Okt. 2017                         | Felix Alcala         | Joy Gregory      | 8,71 Mio.       |
| 59         | 14        | Wo die Liebe hinfällt            | Labor of Love         | 5. März 2017         | 11. Okt. 2017                         | Charlotte Brandstrom | Moira Kirland    | 7,44 Mio.       |
| 60         | 15        | Diplomatischer Bruch             | Break in Diplomacy    | 12. März 2017        | 17. Okt. 2017                         | Maggie Greenwald     | Lyla Oliver      | 8,23 Mio.       |
| 61         | 16        | Die Wiedergeburt des Dalai Lama  | Swept Away            | 19. März 2017        | 24. Okt. 2017                         | Felix Alcala         | Alex Cooley      | 7,62 Mio.       |
| 62         | 17        | Der Maulwurf                     | Convergence           | 26. März 2017        | 31. Okt. 2017                         | James Whitmore, Jr.  | Alexander Maggio | 8,77 Mio.       |
| 63         | 18        | Ein gutes Fundament              | Good Bones            | 9. Apr. 2017         | 7. Nov. 2017                          | Rob Greenlea         | Joy Gregory      | 7,58 Mio.       |
| 64         | 19        | Pakt mit dem Bösen               | Global Relief         | 23. Apr. 2017        | 14. Nov. 2017                         | Jet Wilkinson        | Moira Kirland    | 7,87 Mio.       |
| 65         | 20        | Außergewöhnliche Gefahr          | Extraordinary Hazard  | 30. Apr. 2017        | 21. Nov. 2017                         | Charlotte Brandstrom | Mark Steilen     | 7,88 Mio.       |
| 66         | 21        | Für das Leben eines Journalisten | The Seventh Floor     | 7. Mai 2017          | 28. Nov. 2017                         | Deborah Reinisch     | Matt Ward        | 7,58 Mio.       |
| 67         | 22        | Offenbarung                      | Revelation            | 14. Mai 2017         | 9. Dez. 2017                          | Jonathan Brown       | David Grae       | 7,83 Mio.       |
| 68         | 23        | Artikel 5                        | Article 5             | 21. Mai 2017         | 12. Dez. 2017                         | Eric Stoltz          | Barbara Hall     | 7,44 Mio.       |

## Staffel 4
Die Erstausstrahlung der vierten Staffel war vom 8. Oktober 2017 bis zum 20. Mai 2018 auf dem US-amerikanischen Sender CBS zu sehen. Die deutschsprachige Erstausstrahlung sendete der deutsche Pay-TV-Sender Sky 1 vom 21. August bis zum 30. Oktober 2018.
| Nr. (ges.) | Nr. (St.) | Deutscher Titel                       | Originaltitel             | Erstausstrahlung USA | Deutschsprachige Erstausstrahlung (D) | Regie                | Drehbuch                          | Zuschauer (USA) |
| ---------- | --------- | ------------------------------------- | ------------------------- | -------------------- | ------------------------------------- | -------------------- | --------------------------------- | --------------- |
| 69         | 1         | Fake News                             | News Cycle                | 8. Okt. 2017         | 21. Aug. 2018                         | Morgan Freeman       | Barbara Hall                      | 7,21 Mio.       |
| 70         | 2         | Das Mädchen                           | Off the Record            | 15. Okt. 2017        | 21. Aug. 2018                         | Eric Stoltz          | David Grae                        | 6,36 Mio.       |
| 71         | 3         | Die wesentlichen Dinge                | The Essentials            | 22. Okt. 2017        | 28. Aug. 2018                         | Charlotte Brandstorm | Matt Ward                         | 6,43 Mio.       |
| 72         | 4         | Der Ebola-Ausbruch                    | Shutdown                  | 29. Okt. 2017        | 28. Aug. 2018                         | Felix Alcala         | Joy Gregory                       | 5,83 Mio.       |
| 73         | 5         | Die Affäre                            | Persona Non Grata         | 5. Nov. 2017         | 4. Sep. 2018                          | John Murray          | Alexander Maggio                  | 5,92 Mio.       |
| 74         | 6         | Der Ausweg                            | Loophole                  | 12. Nov. 2017        | 4. Sep. 2018                          | Maggie Greenwald     | Moira Kirland                     | 6,63 Mio.       |
| 75         | 7         | Projekt Permafrost                    | North to the Future       | 19. Nov. 2017        | 11. Sep. 2018                         | Sunu Gonera          | Kristi Korzec                     | 5,86 Mio.       |
| 76         | 8         | Korruption                            | The Fourth Estate         | 26. Nov. 2017        | 11. Sep. 2018                         | Sam Hoffman          | Matt Chester                      | 5,82 Mio.       |
| 77         | 9         | Minenfeld                             | Minefield                 | 10. Dez. 2017        | 18. Sep. 2018                         | Rob Greenlea         | Matt Ward                         | 6,45 Mio.       |
| 78         | 10        | Zugeständnisse                        | Women Transform the World | 17. Dez. 2017        | 18. Sep. 2018                         | Eric Stoltz          | Lyla Oliver                       | 5,53 Mio.       |
| 79         | 11        | Waisenkinder                          | Mitya                     | 7. Jan. 2018         | 25. Sep. 2018                         | Geoffrey Arend       | Alexander Maggio                  | 6,11 Mio.       |
| 80         | 12        | An der Schwelle zum Dritten Weltkrieg | Sound and Fury            | 14. Jan. 2018        | 25. Sep. 2018                         | Debbie Reinsich      | Barbara Hall & David Grae         | 7,25 Mio.       |
| 81         | 13        | Die Zeichen deuten                    | Reading the Signs         | 11. März 2018        | 2. Okt. 2018                          | Phil Bertelsen       | Moira Kirland                     | 6,28 Mio.       |
| 82         | 14        | Zuflucht                              | Refuge                    | 18. März 2018        | 2. Okt. 2018                          | Eric Stoltz          | Kristi Korzec                     | 5,72 Mio.       |
| 83         | 15        | Die Namenlosen                        | The Unnamed               | 25. März 2018        | 9. Okt. 2018                          | Felix Alcala         | Joy Gregory                       | 6,14 Mio.       |
| 84         | 16        | Die Liebe meines Lebens               | My Funny Valentine        | 1. Apr. 2018         | 9. Okt. 2018                          | Rob Greenlea         | Matt Ward                         | 5,75 Mio.       |
| 85         | 17        | Phase Zwei                            | Phase Two                 | 8. Apr. 2018         | 16. Okt. 2018                         | Martha Mitchell      | Leland Jay Anderson               | 6,19 Mio.       |
| 86         | 18        | Freundschaften                        | The Friendship Game       | 22. Apr. 2018        | 16. Okt. 2018                         | Sam Hoffman          | Lyla Oliver                       | 6,16 Mio.       |
| 87         | 19        | Dünnes Eis                            | Thin Ice                  | 29. Apr. 2018        | 23. Okt. 2018                         | Felix Alcala         | Moira Kirkland & Alexander Maggio | 6,03 Mio.       |
| 88         | 20        | Der Schatten                          | The Things We Get to Say  | 6. Mai 2018          | 23. Okt. 2018                         | Sunu Gonera          | Joy Gregory                       | 5,91 Mio.       |
| 89         | 21        | Der Staatsstreich                     | Protocol                  | 13. Mai 2018         | 30. Okt. 2018                         | Charlotte Brandstrom | Matt Ward                         | 5,90 Mio.       |
| 90         | 22        | Der Angriff                           | Night Watch               | 20. Mai 2018         | 30. Okt. 2018                         | Rob Greenlea         | Barbara Hall & David Grae         | 6,22 Mio.       |

## Staffel 5
Die Erstausstrahlung der fünften Staffel fand vom 7. Oktober 2018 bis zum 21. April 2019 auf dem US-amerikanischen Sender CBS statt. Die deutschsprachige Erstausstrahlung war vom 18. Februar 2020 bis 21. April 2020 auf dem deutschen Pay-TV-Sender Sky 1. 
| Nr. (ges.) | Nr. (St.) | Deutscher Titel            | Originaltitel             | Erstausstrahlung USA | Deutschsprachige Erstausstrahlung (D) | Regie                | Drehbuch                  | Zuschauer (USA) |
| ---------- | --------- | -------------------------- | ------------------------- | -------------------- | ------------------------------------- | -------------------- | ------------------------- | --------------- |
| 91         | 1         | E Pluribus Unum            | E Pluribus Unum           | 7. Okt. 2018         | 18. Feb. 2020                         | Eric Stoltz          | Barbara Hall & David Grae | 6,13 Mio.       |
| 92         | 2         | Das Chaos-Spiel            | The Chaos Game            | 14. Okt. 2018        | 18. Feb. 2020                         | Felix Alcala         | Joy Gregory               | 5,48 Mio.       |
| 93         | 3         | Der Brand                  | The Magic Rake            | 21. Okt. 2018        | 25. Feb. 2020                         | John Murray          | Matt Ward                 | 5,80 Mio.       |
| 94         | 4         | Requiem                    | Requiem                   | 28. Okt. 2018        | 25. Feb. 2020                         | Eric Stoltz          | Keith Eisner              | 5,56 Mio.       |
| 95         | 5         | Geister                    | Ghosts                    | 4. Nov. 2018         | 4. Sep. 2020                          | Rob Greenlea         | Lyla Oliver               | 5,23 Mio.       |
| 96         | 6         | Der Vulkanausbruch         | Eyjafjallajökull          | 12. Nov. 2018        | 3. März 2020                          | Geoffrey Arend       | Alexander Maggio          | 5,10 Mio.       |
| 97         | 7         | Menschenhandel             | Baby Steps                | 18. Nov. 2018        | 10. März 2020                         | Kevin Dowling        | Kristi Korzec             | 5,52 Mio.       |
| 98         | 8         | Der Mut weiterzumachen     | The Courage to Continue   | 25. Nov. 2018        | 10. März 2020                         | Sam Hoffman          | Matt Chester              | 5,24 Mio.       |
| 99         | 9         | Hoffnung                   | Winter Garden             | 9. Dez. 2018         | 17. März 2020                         | Eric Stoltz          | Joy Gregory               | 5,35 Mio.       |
| 100        | 10        | Familientrennung – Teil 1  | Family Separation: Part 1 | 23. Dez. 2018        | 17. März 2020                         | Rob Greenlea         | Barbara Hall & David Grae | 6,60 Mio.       |
| 101        | 11        | Familientrennung – Teil 2  | Family Separation: Part 2 | 6. Jan. 2019         | 24. März 2020                         | Martha Mitchell      | Barbara Hall & David Grae | 5,44 Mio.       |
| 102        | 12        | Pyrrhussieg                | Strategic Ambiguity       | 13. Jan. 2019        | 24. März 2020                         | Eric Stoltz          | Matt Ward                 | 6,02 Mio.       |
| 103        | 13        | Stellvertreterkrieg        | Proxy War                 | 27. Jan. 2019        | 31. März 2020                         | Felix Alcala         | Keith Eisner              | 5,38 Mio.       |
| 104        | 14        | Neue Wunden, alter Schmerz | Something Better          | 17. Feb. 2019        | 31. März 2020                         | Charlotte Brandstrom | Sara Ray                  | 4,99 Mio.       |
| 105        | 15        | Zwischen den Stühlen       | Between the Seats         | 3. März 2019         | 7. Apr. 2020                          | Sam Hoffman          | Lyla Oliver               | 5,19 Mio.       |
| 106        | 16        | Die neue Normalität        | The New Normal            | 17. März 2019        | 7. Apr. 2020                          | Felix Alcala         | Alexander Maggio          | 5,43 Mio.       |
| 107        | 17        | Abwehrkräfte               | The Common Defense        | 24. März 2019        | 14. Apr. 2020                         | Martha Mitchell      | Kristi Korzec             | 4,92 Mio.       |
| 108        | 18        | Bereit                     | Ready                     | 31. März 2019        | 14. Apr. 2020                         | Sunu Gonera          | Matt Chester              | 4,99 Mio.       |
| 109        | 19        | Das große Experiment       | The Great Experiment      | 14. Apr. 2019        | 21. Apr. 2020                         | Eric Stoltz          | Joy Gregory               | 4,98 Mio.       |
| 110        | 20        | Bessere Engel              | Better Angels             | 21. Apr. 2019        | 21. Apr. 2020                         | John Murray          | Matt Ward                 | 4,79 Mio.       |

## Staffel 6
Die Erstausstrahlung der sechsten Staffel erfolgte vom 6. Oktober bis zum 8. Dezember 2019 auf dem US-amerikanischen Sender CBS. Die deutschsprachige Erstausstrahlung war vom 25. August bis 22. September 2020 auf dem deutschen Pay-TV-Sender Sky 1. 
| Nr. (ges.) | Nr. (St.) | Deutscher Titel          | Originaltitel       | Erstausstrahlung USA | Deutschsprachige Erstausstrahlung (D) | Regie              | Drehbuch                  | Zuschauer (USA) |
| ---------- | --------- | ------------------------ | ------------------- | -------------------- | ------------------------------------- | ------------------ | ------------------------- | --------------- |
| 111        | 1         | Die ersten 100 Tage      | Hail to the Chief   | 6. Okt. 2019         | 25. Aug. 2020                         | Eric Stoltz        | Barbara Hall & David Grae | 4,77 Mio.       |
| 112        | 2         | Der große Wurf           | The Strike Zone     | 13. Okt. 2019        | 25. Aug. 2020                         | Felix Alcala       | Joy Gregory               | 4,51 Mio.       |
| 113        | 3         | Killer-Roboter           | Killer Robots       | 20. Okt. 2019        | 1. Sep. 2020                          | Rob Greenlea       | Keith Eisner              | 4,34 Mio.       |
| 114        | 4         | Heldenmut                | Valor               | 27. Okt. 2019        | 1. Sep. 2020                          | James Whitmore Jr. | Lyla Oliver               | 3,99 Mio.       |
| 115        | 5         | Daisy                    | Daisy               | 3. Nov. 2019         | 8. Sep. 2020                          | Rob Greenlea       | Alexander Maggio          | 3,82 Mio.       |
| 116        | 6         | Verschwörungstheorien    | Deepfake            | 10. Nov. 2019        | 8. Sep. 2020                          | Leslie Libman      | Matt Chester              | 3,90 Mio.       |
| 117        | 7         | Abrechnung               | Accountability      | 17. Nov. 2019        | 15. Sep. 2020                         | Darnell Martin     | Leland Jay Anderson       | 4,14 Mio.       |
| 118        | 8         | Der Untergang der Nation | Ships and Countries | 24. Nov. 2019        | 15. Sep. 2020                         | Sam Hoffman        | Joy Gregory               | 4,25 Mio.       |
| 119        | 9         | Carpe Diem               | Carpe Diem          | 1. Dez. 2019         | 22. Sep. 2020                         | Felix Alcala       | David Grae                | 4,23 Mio.       |
| 120        | 10        | Gleichberechtigung       | Leaving the Station | 8. Dez. 2019         | 22. Sep. 2020                         | Eric Stoltz        | Barbara Hall              | 4,53 Mio.       |